# Jean, veliki vojvoda Luksemburga
Jean (dvorac Colmar-Berg, 5. siječnja 1921. – Luxembourg, 23. travnja 2019.), bio je luksemburški veliki vojvoda (1964. – 2000.) iz dinastije Bourbon-Parma. Sin je velike vojvotkinje Charlotte od Nassau-Weilburga († 1985.) i princa Feliksa od Bourbon-Parme. Vojno obrazovanje je stekao u britanskoj vojsci. Za vrijeme Drugog svjetskog rata boravio je u egzilu, jer su njemačke okupacijske snage osvojile Luksemburg. Sudjelovao je u invaziji na Normandiju, oslobođenju Bruxellesa i Luksemburga.
Godine 1964. naslijedio je na prijestolju svoju majku koja je abdicirala u njegovu korist. Poslije više od trideset godina vladavine i on je abdicirao u korist svog sina, Henrika.

## Vanjske poveznice
|  | Zajednički poslužitelj ima još gradiva o temi Jean, veliki vojvoda Luksemburga |

- Jean Hrvatska enciklopedija